# Lijst van senatoren uit Georgia

Zegel van de staat Georgia

Dit is een lijst van de senatoren voor de Amerikaanse staat Georgia. De senatoren voor Georgia zijn ingedeeld als Klasse II en Klasse III. De twee huidige senatoren voor Georgia zijn: Jon Ossoff de (senior senator) en Raphael Warnock de (junior senator), beiden senator sinds 2021 en lid van de Democratische Partij.
Prominenten die hebben gediend als senator voor Georgia zijn onder anderen: William Few (prominent politicus), Abraham Baldwin (prominent politicus), William Crawford (later minister van Oorlog en Financiën), William Wyatt Bibb (later gouverneur van Alabama), John Forsyth (later minister van Buitenlandse Zaken), John Berrien (later minister van Justitie), Robert Toombs (later minister van Buitenlandse Zaken van de Geconfedereerde Staten), Alfred Colquitt (prominent generaal), Augustus Octavius Bacon (prominent politicus), Richard Russell (prominent politicus), Sam Nunn (prominent politicus), Saxby Chambliss (prominent politicus), Charles Tait (later rechter voor het Hof van Beroep voor het circuit van het Noord-Georgia), Herschel Johnson (genomineerd vicepresidentskandidaat), Joe Brown (eerder opperrechter voor het Hogergerechtshof van Georgia), John Brown Gordon (prominent generaal van de Geconfedereerde Staten), Hoke Smith (eerder minister van Binnenlandse Zaken), Tom Watson (prominent uitgever), Rebecca Latimer Felton (eerste vrouwelijke senator), Walter George (prominent politicus), Zell Miller (prominent politicus) en Johnny Isakson (prominent politicus).
Zestien senatoren voor Georgia zijn ook gouverneur van Georgia geweest: James Jackson, George Walton, Josiah Tattnall, George Troup, John Forsyth, Wilson Lumpkin, Alfred Colquitt, Thomas Hardwick, Richard Russell, John Milledge, Herschel Johnson, John Brown Gordon, Joe Brown, Joseph Terrell, Hoke Smith en Herman Talmadge.

## Klasse II
| Nr.                                                                             | Senator voor Georgia Senator from Georgia | Senator voor Georgia Senator from Georgia | Senator voor Georgia Senator from Georgia | Ambtstermijn     | Ambtstermijn      | Partij(en)     | Verkiezing(en) |
| ------------------------------------------------------------------------------- | ----------------------------------------- | ----------------------------------------- | ----------------------------------------- | ---------------- | ----------------- | -------------- | -------------- |
| 1                                                                               |                                           | William Few                               | William Few (1748–1828)                   | 4 maart 1789     | 4 maart 1793      | DR             | 1788           |
| 2                                                                               |                                           | James Jackson                             | James Jackson (1757–1806)                 | 4 maart 1793     | 15 november 1795  | DR             | 1793           |
| 3                                                                               |                                           | George Walton                             | George Walton (1749–1804)                 | 15 november 1795 | 20 februari 1796  | F              | 1793           |
| 4                                                                               |                                           |                                           | Josiah Tattnall (1764–1803)               | 20 februari 1796 | 4 maart 1799      | DR             | 1896           |
| 5                                                                               |                                           | Abraham Baldwin                           | Abraham Baldwin (1754–1807)               | 4 maart 1799     | 4 maart 1807      | DR             | 1799           |
| 5                                                                               | 1804                                      | Abraham Baldwin                           | Abraham Baldwin (1754–1807)               | 4 maart 1799     | 4 maart 1807      | DR             |                |
| Vacant                                                                          |                                           |                                           |                                           |                  |                   |                |                |
| 6                                                                               |                                           | George Jones                              | George Jones (1766–1838)                  | 27 augustus 1807 | 7 november 1807   | DR             |                |
| 7                                                                               |                                           | William Crawford                          | William Crawford (1772–1834)              | 7 november 1807  | 23 maart 1813     | DR             | 1807           |
| 7                                                                               | 1810                                      | William Crawford                          | William Crawford (1772–1834)              | 7 november 1807  | 23 maart 1813     | DR             |                |
| Vacant                                                                          |                                           |                                           |                                           |                  |                   |                |                |
| 8                                                                               |                                           |                                           | William Bulloch (1777–1852)               | 8 april 1813     | 6 november 1813   | DR             |                |
| 9                                                                               |                                           | William Wyatt Bibb                        | William Wyatt Bibb (1781–1820)            | 6 november 1813  | 9 november 1816   | DR             | 1813           |
| Vacant                                                                          |                                           |                                           |                                           |                  |                   |                | 1813           |
| 10                                                                              |                                           | George Troup                              | George Troup (1780–1856)                  | 13 november 1816 | 23 september 1818 | DR             | 1816 (1)       |
| 10                                                                              | 1816 (2)                                  | George Troup                              | George Troup (1780–1856)                  | 13 november 1816 | 23 september 1818 | DR             |                |
| Vacant                                                                          |                                           |                                           |                                           |                  |                   |                |                |
| 11                                                                              |                                           | John Forsyth                              | John Forsyth (1780–1841)                  | 24 november 1818 | 18 februari 1819  | DR             | 1818           |
| Vacant                                                                          |                                           |                                           |                                           |                  |                   |                | 1818           |
| 12                                                                              |                                           | Freeman Walker                            | Freeman Walker (1780–1827)                | 6 november 1819  | 6 augustus 1821   | DR             | 1819           |
| Vacant                                                                          |                                           |                                           |                                           |                  |                   |                | 1819           |
| 13                                                                              |                                           | Nicholas Ware                             | Nicholas Ware (1776–1824)                 | 10 november 1821 | 7 september 1824  | DR             | 1820           |
| 13                                                                              | 1823                                      | Nicholas Ware                             | Nicholas Ware (1776–1824)                 | 10 november 1821 | 7 september 1824  | DR             |                |
| Vacant                                                                          |                                           |                                           |                                           |                  |                   |                |                |
| 14                                                                              |                                           |                                           | Thomas Cobb (1784–1830)                   | 6 december 1824  | 8 november 1828   | DR (1824–1828) | 1824           |
| 14                                                                              | D (1828)                                  |                                           | Thomas Cobb (1784–1830)                   | 6 december 1824  | 8 november 1828   |                | 1824           |
| 15                                                                              |                                           | Oliver Prince                             | Oliver Prince (1782–1837)                 | 8 november 1828  | 4 maart 1829      | D              | 1828 (1)       |
| 16                                                                              |                                           | George Troup                              | George Troup (1780–1856)                  | 4 maart 1829     | 8 november 1833   | D              | 1828 (2)       |
| Vacant                                                                          |                                           |                                           |                                           |                  |                   |                | 1828 (2)       |
| 17                                                                              |                                           | John Pendleton King                       | John Pendleton King (1799–1888)           | 22 november 1833 | 1 november 1837   | D              | 1833           |
| 17                                                                              | 1834                                      | John Pendleton King                       | John Pendleton King (1799–1888)           | 22 november 1833 | 1 november 1837   | D              |                |
| Vacant                                                                          |                                           |                                           |                                           |                  |                   |                |                |
| 18                                                                              |                                           | Wilson Lumpkin                            | Wilson Lumpkin (1783–1870)                | 22 november 1837 | 4 maart 1841      | D              | 1873           |
| 19                                                                              |                                           | John Berrien                              | John Berrien (1781–1856)                  | 4 maart 1841     | 5 mei 1845        | W              | 1840           |
| Vacant                                                                          |                                           |                                           |                                           |                  |                   |                | 1840           |
| (19)                                                                            |                                           | John Berrien                              | John Berrien (1781–1856)                  | 15 november 1845 | 28 mei 1852       | W              | 1845           |
| (19)                                                                            | 1846                                      | John Berrien                              | John Berrien (1781–1856)                  | 15 november 1845 | 28 mei 1852       | W              |                |
| Vacant                                                                          |                                           |                                           |                                           |                  |                   |                |                |
| 20                                                                              |                                           | Robert Charlton                           | Robert Charlton (1807–1854)               | 30 mei 1852      | 4 maart 1853      | D              |                |
| 21                                                                              |                                           | Robert Toombs                             | Robert Toombs (1810–1885)                 | 4 maart 1853     | 25 februari 1861  | D              | 1852           |
| 21                                                                              | 1858                                      | Robert Toombs                             | Robert Toombs (1810–1885)                 | 4 maart 1853     | 25 februari 1861  | D              |                |
| Vacant                                                                          |                                           |                                           |                                           |                  |                   |                |                |
| Vacant Geconfedereerde Staten van Amerika (1861–1865) Reconstructie (1865–1871) |                                           |                                           |                                           |                  |                   |                |                |
| 22                                                                              |                                           | Homer Miller                              | Homer Miller (1814–1896)                  | 24 februari 1871 | 4 maart 1871      | D              | 1871 (1)       |
| Vacant                                                                          | Vacant                                    | Vacant                                    | Vacant                                    | Vacant           | Vacant            | Vacant         | 1871 (2)       |
| 23                                                                              |                                           | Thomas Norwood                            | Thomas Norwood (1830–1913)                | 15 november 1871 | 4 maart 1877      | D              | 1871 (3)       |
| 24                                                                              |                                           | Benjamin Hill                             | Benjamin Hill (1823–1882)                 | 4 maart 1877     | 16 augustus 1882  | D              | 1877           |
| Vacant                                                                          |                                           |                                           |                                           |                  |                   |                | 1877           |
| 25                                                                              |                                           | Middleton Barrow                          | Middleton Barrow (1839–1903)              | 15 november 1882 | 4 maart 1883      | D              | 1882           |
| 26                                                                              |                                           | Alfred Colquitt                           | Alfred Colquitt (1824–1894)               | 4 maart 1883     | 26 maart 1894     | D              | 1883           |
| 26                                                                              | 1888                                      | Alfred Colquitt                           | Alfred Colquitt (1824–1894)               | 4 maart 1883     | 26 maart 1894     | D              |                |
| Vacant                                                                          |                                           |                                           |                                           |                  |                   |                |                |
| 27                                                                              |                                           | Patrick Walsh                             | Patrick Walsh (1840–1899)                 | 1 april 1894     | 4 maart 1895      | D              |                |
| 27                                                                              | 1894                                      | Patrick Walsh                             | Patrick Walsh (1840–1899)                 | 1 april 1894     | 4 maart 1895      | D              |                |
| 28                                                                              |                                           | Augustus Octavius Bacon                   | Augustus Octavius Bacon (1839–1914)       | 4 maart 1895     | 14 februari 1914  | D              | 1894           |
| 28                                                                              | 1900                                      | Augustus Octavius Bacon                   | Augustus Octavius Bacon (1839–1914)       | 4 maart 1895     | 14 februari 1914  | D              |                |
| 28                                                                              | 1907                                      | Augustus Octavius Bacon                   | Augustus Octavius Bacon (1839–1914)       | 4 maart 1895     | 14 februari 1914  | D              |                |
| 28                                                                              | 1913                                      | Augustus Octavius Bacon                   | Augustus Octavius Bacon (1839–1914)       | 4 maart 1895     | 14 februari 1914  | D              |                |
| Vacant                                                                          |                                           |                                           |                                           |                  |                   |                |                |
| 29                                                                              |                                           | William West                              | William West (1849–1914)                  | 1 maart 1914     | 4 november 1914   | D              |                |
| 30                                                                              |                                           | Thomas Hardwick                           | Thomas Hardwick (1873–1944)               | 4 november 1914  | 4 maart 1919      | D              | 1914           |
| 31                                                                              |                                           | William Harris                            | William Harris (1868–1932)                | 4 maart 1919     | 18 april 1932     | D              | 1918           |
| 31                                                                              | 1924                                      | William Harris                            | William Harris (1868–1932)                | 4 maart 1919     | 18 april 1932     | D              |                |
| 31                                                                              | 1930                                      | William Harris                            | William Harris (1868–1932)                | 4 maart 1919     | 18 april 1932     | D              |                |
| Vacant                                                                          |                                           |                                           |                                           |                  |                   |                |                |
| 32                                                                              |                                           | John Cohen                                | John Cohen (1870 1935)                    | 18 april 1932    | 13 januari 1933   | D              |                |
| 33                                                                              |                                           | Richard Russell                           | Richard Russell (1897–1971)               | 13 januari 1933  | 21 januari 1971   | D              | 1932           |
| 33                                                                              | 1936                                      | Richard Russell                           | Richard Russell (1897–1971)               | 13 januari 1933  | 21 januari 1971   | D              |                |
| 33                                                                              | 1942                                      | Richard Russell                           | Richard Russell (1897–1971)               | 13 januari 1933  | 21 januari 1971   | D              |                |
| 33                                                                              | 1948                                      | Richard Russell                           | Richard Russell (1897–1971)               | 13 januari 1933  | 21 januari 1971   | D              |                |
| 33                                                                              | 1954                                      | Richard Russell                           | Richard Russell (1897–1971)               | 13 januari 1933  | 21 januari 1971   | D              |                |
| 33                                                                              | 1960                                      | Richard Russell                           | Richard Russell (1897–1971)               | 13 januari 1933  | 21 januari 1971   | D              |                |
| 33                                                                              | 1966                                      | Richard Russell                           | Richard Russell (1897–1971)               | 13 januari 1933  | 21 januari 1971   | D              |                |
| Vacant                                                                          |                                           |                                           |                                           |                  |                   |                |                |
| 34                                                                              |                                           | David Gambrell                            | David Gambrell (1929–2021)                | 1 februari 1971  | 8 november 1972   | D              |                |
| 35                                                                              |                                           | Sam Nunn                                  | Sam Nunn (1938)                           | 8 november 1972  | 3 januari 1997    | D              | 1972 (1)       |
| 35                                                                              | 1972 (2)                                  | Sam Nunn                                  | Sam Nunn (1938)                           | 8 november 1972  | 3 januari 1997    | D              |                |
| 35                                                                              | 1978                                      | Sam Nunn                                  | Sam Nunn (1938)                           | 8 november 1972  | 3 januari 1997    | D              |                |
| 35                                                                              | 1984                                      | Sam Nunn                                  | Sam Nunn (1938)                           | 8 november 1972  | 3 januari 1997    | D              |                |
| 35                                                                              | 1990                                      | Sam Nunn                                  | Sam Nunn (1938)                           | 8 november 1972  | 3 januari 1997    | D              |                |
| 36                                                                              |                                           | Max Cleland                               | Max Cleland (1942–2021)                   | 3 januari 1997   | 3 januari 2003    | D              | 1996           |
| 37                                                                              |                                           | Saxby Chambliss                           | Saxby Chambliss (1943)                    | 3 januari 2003   | 3 januari 2015    | R              | 2002           |
| 37                                                                              | 2008                                      | Saxby Chambliss                           | Saxby Chambliss (1943)                    | 3 januari 2003   | 3 januari 2015    | R              |                |
| 38                                                                              |                                           | David Perdue                              | David Perdue (1949)                       | 3 januari 2015   | 3 januari 2021    | R              | 2014           |
| Vacant                                                                          |                                           |                                           |                                           |                  |                   |                |                |
| 39                                                                              |                                           | Jon Ossoff                                | Jon Ossoff (1987)                         | 20 januari 2021  | heden             | D              | 2020/2021      |

## Klasse III
| Nr.                                                                             | Senator voor Georgia Senator from Georgia | Senator voor Georgia Senator from Georgia | Senator voor Georgia Senator from Georgia | Ambtstermijn     | Ambtstermijn      | Partij(en)   | Verkiezing(en) |
| ------------------------------------------------------------------------------- | ----------------------------------------- | ----------------------------------------- | ----------------------------------------- | ---------------- | ----------------- | ------------ | -------------- |
| 1                                                                               |                                           |                                           | James Gunn (1753–1801)                    | 4 maart 1789     | 4 maart 1801      | DR (1789–94) | 1788           |
| 1                                                                               |                                           | F (1794–01)                               | James Gunn (1753–1801)                    | 4 maart 1789     | 4 maart 1801      | 1794         |                |
| 2                                                                               |                                           | James Jackson                             | James Jackson (1757–1806)                 | 4 maart 1801     | 19 maart 1806     | DR           | 1800           |
| Vacant                                                                          |                                           |                                           |                                           |                  |                   |              | 1800           |
| 3                                                                               |                                           | John Milledge                             | John Milledge (1753–1818)                 | 20 juni 1806     | 14 november 1809  | DR           | 1806 (1)       |
| 3                                                                               | 1806 (2)                                  | John Milledge                             | John Milledge (1753–1818)                 | 20 juni 1806     | 14 november 1809  | DR           |                |
| Vacant                                                                          |                                           |                                           |                                           |                  |                   |              |                |
| 4                                                                               |                                           | Charles Tait                              | Charles Taitū (1768–1835)                 | 30 november 1809 | 4 maart 1819      | DR           | 1809           |
| 4                                                                               | 1813                                      | Charles Tait                              | Charles Taitū (1768–1835)                 | 30 november 1809 | 4 maart 1819      | DR           |                |
| 5                                                                               |                                           | John Elliott                              | John Elliott (1873–1827)                  | 4 maart 1819     | 4 maart 1825      | DR           | 1819           |
| 6                                                                               |                                           | John Berrien                              | John Berrien (1781–1856)                  | 4 maart 1825     | 4 maart 1829      | DR (1825–28) | 1825           |
| 6                                                                               | D (1828–29)                               | John Berrien                              | John Berrien (1781–1856)                  | 4 maart 1825     | 4 maart 1829      |              | 1825           |
| Vacant                                                                          |                                           |                                           |                                           |                  |                   |              | 1825           |
| 7                                                                               |                                           | John Forsyth                              | John Forsyth (1780–1841)                  | 10 november 1829 | 1 juli 1834       | D            | 1829           |
| 7                                                                               | 1830                                      | John Forsyth                              | John Forsyth (1780–1841)                  | 10 november 1829 | 1 juli 1834       | D            |                |
| Vacant                                                                          |                                           |                                           |                                           |                  |                   |              |                |
| 8                                                                               |                                           |                                           | Alfred Cuthbert (1783–1856)               | 10 januari 1835  | 4 maart 1843      | D            | 1835           |
| 8                                                                               | 1837                                      |                                           | Alfred Cuthbert (1783–1856)               | 10 januari 1835  | 4 maart 1843      | D            |                |
| 9                                                                               |                                           | Walter Colquitt                           | Walter Colquitt (1799–1855)               | 4 maart 1843     | 4 februari 1848   | D            | 1843           |
| 10                                                                              |                                           | Herschel Johnson                          | Herschel Johnson (1812–1880)              | 4 februari 1848  | 4 maart 1849      | D            | 1843           |
| 11                                                                              |                                           | William Dawson                            | William Dawson (1812–1880)                | 4 maart 1849     | 4 maart 1855      | W (1849–54)  | 1847           |
| 11                                                                              | R (1854–55)                               | William Dawson                            | William Dawson (1812–1880)                | 4 maart 1849     | 4 maart 1855      |              | 1847           |
| 12                                                                              |                                           | Alfred Iverson sr.                        | Alfred Iverson sr. (1798–1873)            | 4 maart 1855     | 28 januari 1861   | D            | 1854           |
| Vacant                                                                          |                                           |                                           |                                           |                  |                   |              | 1854           |
| Vacant Geconfedereerde Staten van Amerika (1861–1865) Reconstructie (1865–1871) |                                           |                                           |                                           |                  |                   |              |                |
| 13                                                                              |                                           | Joshua Hill                               | Joshua Hill (1812–1891)                   | 1 februari 1871  | 4 maart 1873      | R            | 1867           |
| 14                                                                              |                                           | John Brown Gordon                         | John Brown Gordon (1832–1904)             | 4 maart 1873     | 26 mei 1880       | D            | 1873           |
| 14                                                                              | 1879                                      | John Brown Gordon                         | John Brown Gordon (1832–1904)             | 4 maart 1873     | 26 mei 1880       | D            |                |
| 15                                                                              |                                           | Joe Brown                                 | Joe Brown (1821–1894)                     | 26 mei 1880      | 4 maart 1891      | D            | 1880           |
| 15                                                                              | 1885                                      | Joe Brown                                 | Joe Brown (1821–1894)                     | 26 mei 1880      | 4 maart 1891      | D            |                |
| 16                                                                              |                                           | John Brown Gordon                         | John Brown Gordon (1832–1904)             | 4 maart 1891     | 4 maart 1897      | D            | 1890           |
| 17                                                                              |                                           | Alexander Clay                            | Alexander Clay (1853–1910)                | 4 maart 1897     | 13 november 1910  | D            | 1896           |
| 17                                                                              | 1902                                      | Alexander Clay                            | Alexander Clay (1853–1910)                | 4 maart 1897     | 13 november 1910  | D            |                |
| 17                                                                              | 1909                                      | Alexander Clay                            | Alexander Clay (1853–1910)                | 4 maart 1897     | 13 november 1910  | D            |                |
| Vacant                                                                          |                                           |                                           |                                           |                  |                   |              |                |
| 18                                                                              |                                           | Joseph Terrell                            | Joseph Terrell (1861–1912)                | 18 november 1910 | 15 november 1911  | D            |                |
| 19                                                                              |                                           | Hoke Smith                                | Hoke Smith (1855–1931)                    | 15 november 1911 | 4 maart 1921      | D            | 1911           |
| 19                                                                              | 1914                                      | Hoke Smith                                | Hoke Smith (1855–1931)                    | 15 november 1911 | 4 maart 1921      | D            |                |
| 20                                                                              |                                           | Tom Watson                                | Tom Watson (1856–1922)                    | 4 maart 1921     | 26 september 1922 | D            | 1920           |
| Vacant                                                                          |                                           |                                           |                                           |                  |                   |              | 1920           |
| 21                                                                              |                                           | Rebecca Latimer Felton                    | Rebecca Latimer Felton (1835–1930)        | 20 november 1922 | 22 november 1922  | D            | 1920           |
| 22                                                                              |                                           | Walter George                             | Walter George (1878–1957)                 | 22 november 1922 | 3 januari 1957    | D            | 1922           |
| 22                                                                              | 1926                                      | Walter George                             | Walter George (1878–1957)                 | 22 november 1922 | 3 januari 1957    | D            |                |
| 22                                                                              | 1932                                      | Walter George                             | Walter George (1878–1957)                 | 22 november 1922 | 3 januari 1957    | D            |                |
| 22                                                                              | 1938                                      | Walter George                             | Walter George (1878–1957)                 | 22 november 1922 | 3 januari 1957    | D            |                |
| 22                                                                              | 1944                                      | Walter George                             | Walter George (1878–1957)                 | 22 november 1922 | 3 januari 1957    | D            |                |
| 22                                                                              | 1950                                      | Walter George                             | Walter George (1878–1957)                 | 22 november 1922 | 3 januari 1957    | D            |                |
| 23                                                                              |                                           | Herman Talmadge                           | Herman Talmadge (1913–2002)               | 3 januari 1957   | 3 januari 1981    | D            | 1956           |
| 23                                                                              | 1962                                      | Herman Talmadge                           | Herman Talmadge (1913–2002)               | 3 januari 1957   | 3 januari 1981    | D            |                |
| 23                                                                              | 1968                                      | Herman Talmadge                           | Herman Talmadge (1913–2002)               | 3 januari 1957   | 3 januari 1981    | D            |                |
| 23                                                                              | 1974                                      | Herman Talmadge                           | Herman Talmadge (1913–2002)               | 3 januari 1957   | 3 januari 1981    | D            |                |
| 24                                                                              |                                           | Mack Mattingly                            | Mack Mattingly (1931)                     | 3 januari 1981   | 3 januari 1987    | R            | 1980           |
| 25                                                                              |                                           | Wyche Fowler                              | Wyche Fowler (1940)                       | 3 januari 1987   | 3 januari 1993    | D            | 1986           |
| 26                                                                              |                                           | Paul Coverdell                            | Paul Coverdell (1939–2000)                | 3 januari 1993   | 18 juli 2000      | R            | 1992           |
| 26                                                                              | 1998                                      | Paul Coverdell                            | Paul Coverdell (1939–2000)                | 3 januari 1993   | 18 juli 2000      | R            |                |
| Vacant                                                                          |                                           |                                           |                                           |                  |                   |              |                |
| 27                                                                              |                                           | Zell Miller                               | Zell Miller (1932–2018)                   | 30 juli 2000     | 3 januari 2005    | D            |                |
| 27                                                                              | D                                         | Zell Miller                               | Zell Miller (1932–2018)                   | 30 juli 2000     | 3 januari 2005    | 2000         |                |
| 28                                                                              |                                           | Johnny Isakson                            | Johnny Isakson (1944–2021)                | 3 januari 2005   | 31 december 2019  | R            | 2004           |
| 28                                                                              | 2010                                      | Johnny Isakson                            | Johnny Isakson (1944–2021)                | 3 januari 2005   | 31 december 2019  | R            |                |
| 28                                                                              | 2016                                      | Johnny Isakson                            | Johnny Isakson (1944–2021)                | 3 januari 2005   | 31 december 2019  | R            |                |
| Vacant                                                                          |                                           |                                           |                                           |                  |                   |              |                |
| 29                                                                              |                                           | Kelly Loeffler                            | Kelly Loeffler (1970)                     | 6 januari 2020   | 20 januari 2021   | R            |                |
| 30                                                                              |                                           | Raphael Warnock                           | Raphael Warnock (1969)                    | 20 januari 2021  | heden             | D            | 2020/2021      |
| 30                                                                              | 2022                                      | Raphael Warnock                           | Raphael Warnock (1969)                    | 20 januari 2021  | heden             | D            |                |

Alabama: Tuberville (R) · Britt (R)
Alaska: Murkowski (R) · Sullivan (R)
Arizona: Kelly (D) · Gallego (D)
Arkansas: Boozman (R) · Cotton (R)
Californië: Padilla (D) · Schiff (D)
Colorado: Bennet (D) · Hickenlooper (D)
Connecticut: Blumenthal (D) · Murphy (D)
Delaware: Coons (D) · Blunt Rochester (D)
Florida: R. Scott (R) · Moody (R)
Georgia: Ossoff (D) · Warnock (D)
Hawaï: Schatz (D) · Hirono (D)
Idaho: Crapo (R) · Risch (R)
Illinois: Durbin (D) · Duckworth (D)
Indiana: Young (R) · Banks (R)
Iowa: Grassley (R) · Ernst (R)
Kansas: Moran (R) · Marshall (R)
Kentucky: McConnell (R) · Paul (R)
Louisiana: Cassidy (R) · Kennedy (R)
Maine: Collins (R) · King (O)
Maryland: Van Hollen (D) · Alsobrooks (D)
Massachusetts: Warren (D) · Markey (D)
Michigan: Peters (D) · Slotkin (D)
Minnesota: Klobuchar (D) · Smith (D)
Mississippi: Wicker (R) · Hyde-Smith (R)
Missouri: Hawley (R) · Schmitt (R)
Montana: Daines (R) · Sheehy (R)
Nebraska: Fischer (R) · Ricketts (R)
Nevada: Cortez Masto (D) · Rosen (D)
New Hampshire: Shaheen (D) · Hassan (D)
New Jersey: Booker (D) · Kim (D)
New Mexico: Heinrich (D) · Luján (D)
New York: Schumer (D) · Gillibrand (D)
North Carolina: Tillis (R) · Budd (R)
North Dakota: Hoeven (R) · Cramer (R)
Ohio: Moreno (R) · Husted (R)
Oklahoma: Lankford (R) · Mullin (R)
Oregon: Wyden (D) · Merkley (D)
Pennsylvania: Fetterman (D) · McCormick (R)
Rhode Island: Reed (D) · Whitehouse (D)
South Carolina: Graham (R) · T. Scott (R)
South Dakota: Thune (R) · Rounds (R)
Tennessee: Blackburn (R) · Hagerty (R)
Texas: Cornyn (R) · Cruz (R)
Utah: Lee (R) · Curtis (R)
Vermont: Sanders (O) · Welch (D)
Virginia: Warner (D) · Kaine (D)
Washington: Murray (D) · Cantwell (D)
West Virginia: Moore Capito (R) · Justice (R)
Wisconsin: Johnson (R) · Baldwin (D)
Wyoming: Barrasso (R) · Lummis (R)
(D): Democraat · (R): Republikein · (O): Onafhankelijk